# Єнджихув (Нижньосілезьке воєводство)
Єнджихув (пол. Jędrzychów, нім. Groß Heinzendorf) — село в Польщі, у гміні Польковиці Польковицького повіту Нижньосілезького воєводства.
Населення — 537 осіб (2011).
У 1975-1998 роках село належало до Легницького воєводства.

## Демографія
Демографічна структура станом на 31 березня 2011 року:
|          | Загалом | Допрацездатний вік | Працездатний вік | Постпрацездатний вік |
| -------- | ------- | ------------------ | ---------------- | -------------------- |
| Чоловіки | 269     | 57                 | 191              | 21                   |
| Жінки    | 268     | 51                 | 144              | 73                   |
| Разом    | 537     | 108                | 335              | 94                   |